# Yacimiento del Cortijo del Pajarillo
El yacimiento del Cortijo del Pajarillo o Santuario heroico del Conjunto del Pajarillo es un santuario íbero hallado en 1945 en la pedanía de Cabrita de Huelma, España. Data en el siglo IV a. C. y las esculturas halladas se conservan en el Museo Íbero. Está considerado Bien de Interés Cultural desde 2006.

## Hallazgo
En 1945 el farmacéutico de Huelma Camilo Amaro da a conocer el hallazgo casual del yacimiento: piedras grandes labradas, trozos de cerámica y una escultura de piedra (tronco y cabeza) que representaba a un animal mitológico (un felino con cabeza de dragón) que consideró similar a la Bicha de Balazote. En concreto eran un león acéfalo y parte de una cabeza de grifo.
En 1991 se hizo una prospección en la que se evidenció el fortuito deterioro por las labores agrícolas de la finca y el expolio intencionado, por lo que amontonadas junto al yacimiento se encontraron piedras de origen íbero de diferente tamaño.
En 1993 el propietario descubre dos grandes elementos escultóricos: un león acéfalo y una figura humana, también acéfala, armada con falcata y en posición defensiva. Estos hallazgos motivaron una excavación por el área de Arqueología y Prehistoria del Departamento de Territorio y Patrimonio Histórico, de la Universidad de Jaén y por el de la Universidad Complutense de Madrid en el que interviene Teresa Chapa Brunet, con financiación de la Junta de Andalucía. El conjunto escultórico de El Pajarillo está perfectamente contextualizado por lo que los trabajos se realizaron para documentar estratigráficamente su posición y la secuencia histórica de las esculturas, además del entorno de El Pajarillo, así como una prospección microespacial dentro del propio yacimiento.

## Descripción
El yacimiento lo constituye un enorme lienzo de piedra de 80 x 8m, con estructura de acceso por el norte con unas pequeñas escaleras que dan acceso a un corredor delantero o pódium que desemboca en otras escaleras de mayores dimensiones que en origen estaban flanqueadas por dos leones. El resto del conjunto escultórico se situaría en lo alto de una torre recubierta de barro, ubicada en la zona central. Las esculturas representan a un lobo, un guerrero, dos grifos, un muchacho joven y un carnívoro.  En el interior de la estructura se localizaron tres habitaciones, siendo excavadas dos. Se conectaban a través de un pasillo. El área de culto del santuario está fortificada, pero casi con total seguridad no con fines militares. En la parte trasera de la estructura se documentaron aterrazamientos y muros destinados posiblemente a la contención del terreno.

## Usos y significado
Durante el S.IV a. C. el valle del río Jandulilla era una zona de paso dentro la ruta comercial entre Murcia y el Valle del Guadalquivir y su oppidum colonizador era Úbeda la Vieja.  El asentamiento del Cortijo del Pajarillo tenía un propósito específico. Se trata de una inmensa pared en medio del campo y de un conjunto escultórico bien visible sobre una torre. Esto da la idea de una puerta de entrada desde el sur al valle del río Jandulilla empleada para mostrar, con gran ostentación, el carácter "heroico" de la pequeña aristocracia ubetense.

## Conservación
Se conserva en el Museo Íbero de Jaén.